# Edward Lepszy

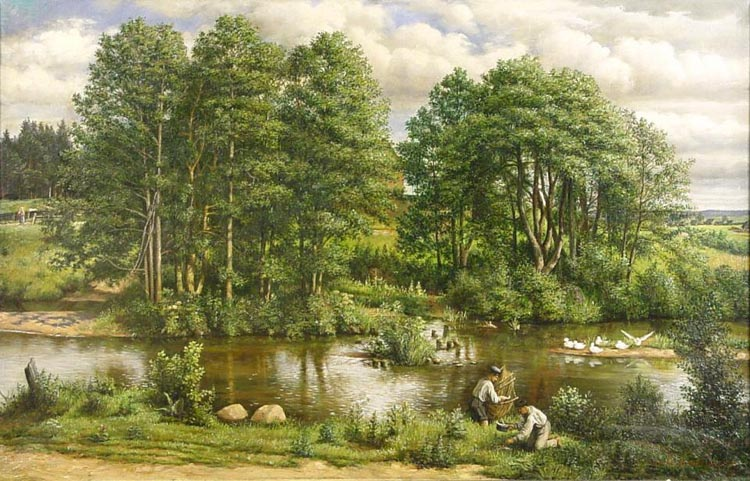
Krajobraz z okolic Rygi (1891)

Edward Ignacy Jan Lepszy (ur. 1855 w Oświęcimiu, zm. 1932 w Krakowie) – malarz polski. Był bratem historyka sztuki, członka Polskiej Akademii Umiejętności Leonarda Lepszego.

## Życiorys
Studiował malarstwo w latach 1873-1885 w Szkole Sztuk Pięknych w Krakowie, m.in. u Jana Matejki.
Pomagał Janowi Matejce przy realizacji polichromii w kościele mariackim.
W latach 1890–1893 przebywał na Litwie, Łotwie i Białorusi, zajmując się głównie malarstwem krajobrazowym i portretowym.
W roku 1894 zamieszkał we Lwowie, gdzie został asystentem prof. Leonarda Marconiego na Politechnice Lwowskiej. Po jego śmierci pełnił obowiązki profesora rysunku i modelowania. Założył i prowadził szkołę malarstwa dla kobiet.
Uczestniczył w wystawach malarstwa w Towarzystwie Przyjaciół Sztuk Pięknych w Krakowie oraz w Salonie Krywulta w Warszawie.
Projektował witraże realizowane przez Krakowski Zakład Witrażów S.G. Żeleńskiego.